# Сидорова, Лидия Ивановна
Лидия Ивановна Сидорова (15 октября 1938 — 6 марта 2021) — бригадир штукатуров-маляров треста «Приаргунстрой» Министерства среднего машиностроения СССР, Краснокаменск Читинской области. Герой Социалистического Труда (1974).

## Биография
Родилась в 1938 году в крестьянской семье в одном из сельских населённых пунктов Иркутской области. После школы получила специальность «маляр-штукатур».
После решения советского правительства об освоении Стрельцовского уранового месторождения переехала в Читинскую область, где трудилась штукатуром-маляром в тресте «Приаргунстрой». Участвовала в возведении социальной структуры посёлка Краснокаменск (с 1969 года — город) и промышленных объектов Приаргунского горнохимического комбината (сегодня — «Приаргунское производственное горно-химическое объединение»). Позднее была назначена бригадиром штукатуров-маляров.
Бригада Лидии Сидоровой ежедневно выполняла несколько производственных норм и досрочно сдавала в эксплуатацию рабочие объекты. Указом Президиума Верховного Совета СССР (с грифом «не подлежит опубликованию») от 16 января 1974 года «за выдающиеся успехи в выполнении и перевыполнении планов 1973 года и принятых социалистических обязательств» удостоена звания Героя Социалистического Труда с вручением ордена Ленина и золотой медали Серп и Молот.
Позднее трудилась на различных стройках Дальнего Востока и города Ангарск.
После выхода на пенсию переехала в 1996 году на родину мужа, в город Киреевск Тульской области.

## Награды
- Герой Социалистического Труда
- Орден Ленина
- Орден Трудового Красного Знамени — дважды (26.04.1971; 28.11.1980)